# Schlat
Schlat – miejscowość i gmina w Niemczech, w kraju związkowym Badenia-Wirtembergia, w rejencji Stuttgart, w regionie Stuttgart, w powiecie Göppingen, wchodzi w skład wspólnoty administracyjnej Göppingen. Leży w Jurze Szwabskiej, ok. 8 km na południowy wschód od Göppingen.